# Misión de Supervisión de las Naciones Unidas en Siria
La Misión de Supervisión de las Naciones Unidas en Siria (también conocida como UNSMIS por la siglas en inglés  de United Nations Supervision Mission in Syria) fue una operación multinacional de observadores militares desplegados en Siria entre abril y agosto de 2012. La puesta en marcha de la misión que produjo después de meses de enfrentamientos en el país entre fuerzas leales a Bashar Al-Assad y opositores del Ejército Libre de Siria en la llamada Rebelión Siria, que hasta entonces había dejado varios miles de víctimas, la mayoría civiles. La misión de supervisión fue retirada tras varios meses desplegada sin que se materializaran los compromisos de alto el fuego, constatando al final de su despliegue la falta de voluntad por alcanzar una solución pacífica entre las partes implicadas en el conflicto.

## Contexto
A comienzos de 2012 el conflicto en Siria, entre grupos detractores de Bashar Al-Assad agrupados en el Consejo Nacional Sirio y fuerzas gubernamentales, había provocado en un año miles de muertos civiles y múltiples acusaciones de violaciones de los Derechos Humanos por parte de organismos independientes y las Naciones Unidas. Organismos de la propia ONU, como el Alto Comisionado para los Derechos Humanos, reclamaron a la Comunidad Internacional una mayor implicación y la toma de medidas para acabar con la situación calificada como de extrema violencia en el país. Paralelamente, por acuerdo con el gobierno de Siria, la Liga Árabe desplegó desde diciembre de 2011 una fuerza de observadores de su organización que fue retirada prematuramente alegando la inseguridad para sus efectivos por la escalada de los enfrentamientos.
Durante el mes de febrero se desarrollaron negociaciones entre las Naciones Unidas (con Kofi Annan como enviado espeical), la Liga Árabe y el gobierno de Siria que dieron como resultado la aceptación de este último de la "propuesta de seis puntos", la cual contaba con el respaldo de la Comunidad Internacional y que fue aprobada por el Consejo de Seguridad de las Naciones Unidas en su resolución 2042 del 14 de abril. Hasta ese momento el Consejo de Seguridad no pudo conseguir un acuerdo para sacar adelante una resolución sobre la situación Siria ante las críticas de organizaciones humanitarias y de parte de la Comunidad Internacional. El 4 de febrero se alcanzó incluso una situación de veto por parte de China y Rusia contra un proyecto de resolución que provocó un cruce de acusaciones entre estos gobiernos y los de Estados Unidos y Reino Unido.
Por medio de la resolución 2043 del Consejo de Seguridad de las Naciones Unidas del 21 de abril de 2012 autorizó finalmente el despliegue de la misión de observadores que deberían verificar el cumplimiento de la "propuesta de los seis puntos" y del "cese de la violencia armada en todas sus formas por todas las partes".

## Mandato
El primer mandato, aprobado el 21 de abril por el Consejo de Seguridad por medio de la resolución 2043, daba 90 días para desarrollar la misión encomendada. La UNSMIS debía vigilar el total cese de la violencia y el cumplimiento del acuerdo de los seis puntos reflejado en la resolución anterior número 2042. Estos puntos eran:

1) Colaboración con el enviado especial de las Naciones Unidas para el desarrollo de un proceso político que ampare las aspiraciones del pueblo sirio.

2) Fin de los enfrentamientos y de la violencia en cualquiera de sus formas por ambas partes. Compromiso del gobierno de Siria de detener el avance de sus tropas y de la retirada de los efectivos en las cercanías de ciudades.

3) Facilitar la prestación de ayuda humanitaria en los lugares afectados por los combates.

4) Liberación de personas detenidas arbitrariamente o por el hecho de participar en actividades políticas pacíficas. Realización de listas de personas en tales circunstancias.

5) Libertad de circulación por el país a periodistas.

6) Respeto a la libertad de asociación y al derecho de manifestación.

Por otro lado el Consejo de Seguridad en su resolución 2043 exhortó además a las partes que garantizaran la seguridad de los efectivos de la UNSMIS sin que ello afectara a su libertad de funcionamiento. El Consejo de Seguridad entendía que la responsabilidad principal de que eso ocurriera recaía en las autoridades sirias. El gobierno de Siria debía además facilitar la libre circulación del personal de la UNISMIS para el cumplimiento de su misión, pudiendo entablar comunicación con personas particulares en cualquier lugar del país y sin que ello suponer amenaza de sufrir represalias para quien fuera entrevistado.

## Evolución
Desde una semana antes del despliegue de la UNSMIS ya operaba en el país un pequeño equipo de observadores no armados enviados por el Consejo de Seguridad según lo dispuesto en la resolución 2042. Dicho equipo fue integrado nada más desplegarse la estructura de la UNSMIS. La misión de observadores estuvo plenamente operativa el 30 de mayo de 2012, celeridad sin precedentes en la historia de las misiones de paz de las Naciones Unidas.

### Suspensión de la misión
El 16 de junio de 2012 la UNSMIS anunció que suspendía indefinidamente sus patrullas debido a la situación de violencia en el país, la cual impedía el normal desarrollo de su cometido y ponía en peligro a los integrantes de la misión de los países aliados.

### Prórroga de la misión
El 20 de julio el Consejo de Seguridad acordó prorrogar el mandato de la UNSMIS otros 30 días hasta el 21 de agosto de 2012. La prórroga fue acompañada de un cambio en las competencias de la misión, atribuyendo al contingente la búsqueda de una solución pacífica al conflicto en Siria y no sólo la supervisión del alto el fuego que había realizado hasta la fecha.

### Fin de la misión
El 16 de agosto de 2012 el Consejo de Seguridad acordó en reunión a puerta cerrada que el mandato de la UNSMIS no sería renovado, empezando inmediatamente las labores de desmantelamiento de la misma y dando por terminada la misión el 24 de agosto cuando todos los observadores debían haber abandonado el país ya que el mandato vigente habría expirado. Los responsables de la misión argumentaron que los contendientes en el conflicto sirio habían optado por el camino de la guerra y que las condiciones bajo las cuales el mandato de la UNSMIS podría haber sido prorrogado —la disminución de la violencia y el no uso de armamento pesado— no se habían alcanzado. Como medida alternativa al fin de la misión, el Consejo de Seguridad comunicó la intención de abrir una oficina de enlace de carácter político y de reducido tamaño en Damasco.

## Contingente y despliegue

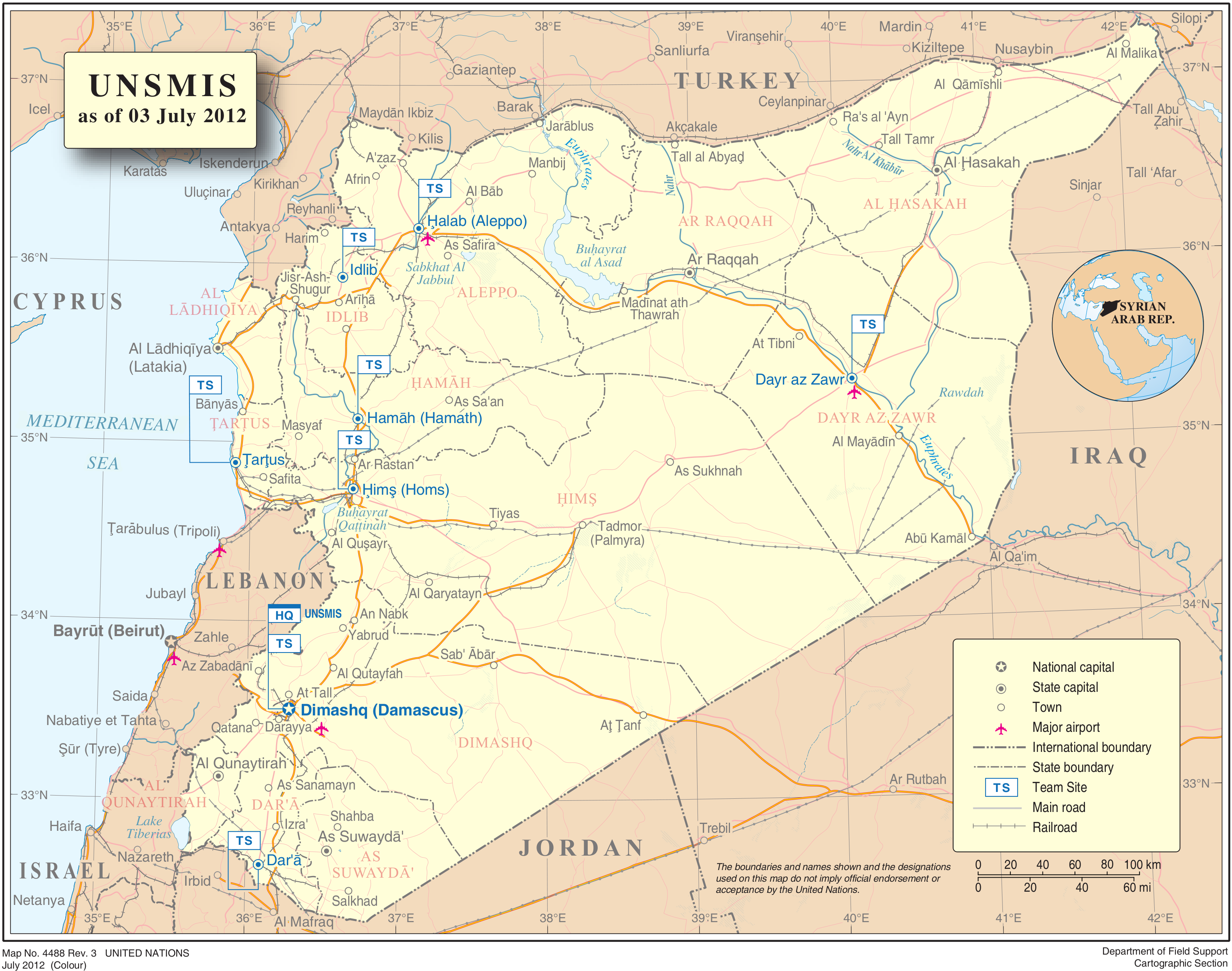
Mapa del despliegue de la misión a fecha 3 de julio de 2012. Ubicación de las bases de operaciones o team sites. Clic para ampliar.

Según la resolución inicial, la UNSMIS tenía autorización para desplegar 304 observadores militares sin armamento apoyados en sus tareas por un componente civil. Inicialmente, en mayo de 2012, la misión estaba integrada por 286 observadores militares de 60 países diferentes. Estaban desplegados además 71 civiles extranjeros y 14 civiles locales.
A fecha 30 de junio de 2012 estaban desplegados 280 observadores militares; además de 81 civiles extranjeros y 41 civiles locales como personal de las Naciones Unidas. Los países que aportaban personal militar a la misión eran: Armenia, Bangladés, Benín, Brasil, Burkina Faso, Burundi, Camboya, Chad, China, Corea del Norte, Croacia, Dinamarca, Ecuador, Egipto, Eslovenia, Fiyi, Filipinas, Finlandia, Francia, Ghana, Indonesia, Irlanda, Italia, Jordania, Kenia, Kirguistán, Mauritania, Marruecos, Nepal, Países Bajos, República Checa, Níger, Nigeria, Noruega, Nueva Zelanda, Paraguay, Rumania, Rusia, Senegal, Suiza, Togo, Vietnam, Yemen y Zimbabue. Los UNSMIS contaba con ocho bases de operaciones situadas en las ciudades de Aleppo, Damasco, Deir-ez-Zor, Hama, Homs, Idlib, Deraa y Tartus; además del cuartel general de la misión situado en la capital. Durante la duración de la misión la UNSMIS solo sufrió la baja de un civil local.
El primer jefe de la UNSMIS fue el general de división noruego Robert Mood, posteriormente relevado por el general senegalés Babacar Gaye.